# Orsa–Härjeådalens Järnväg

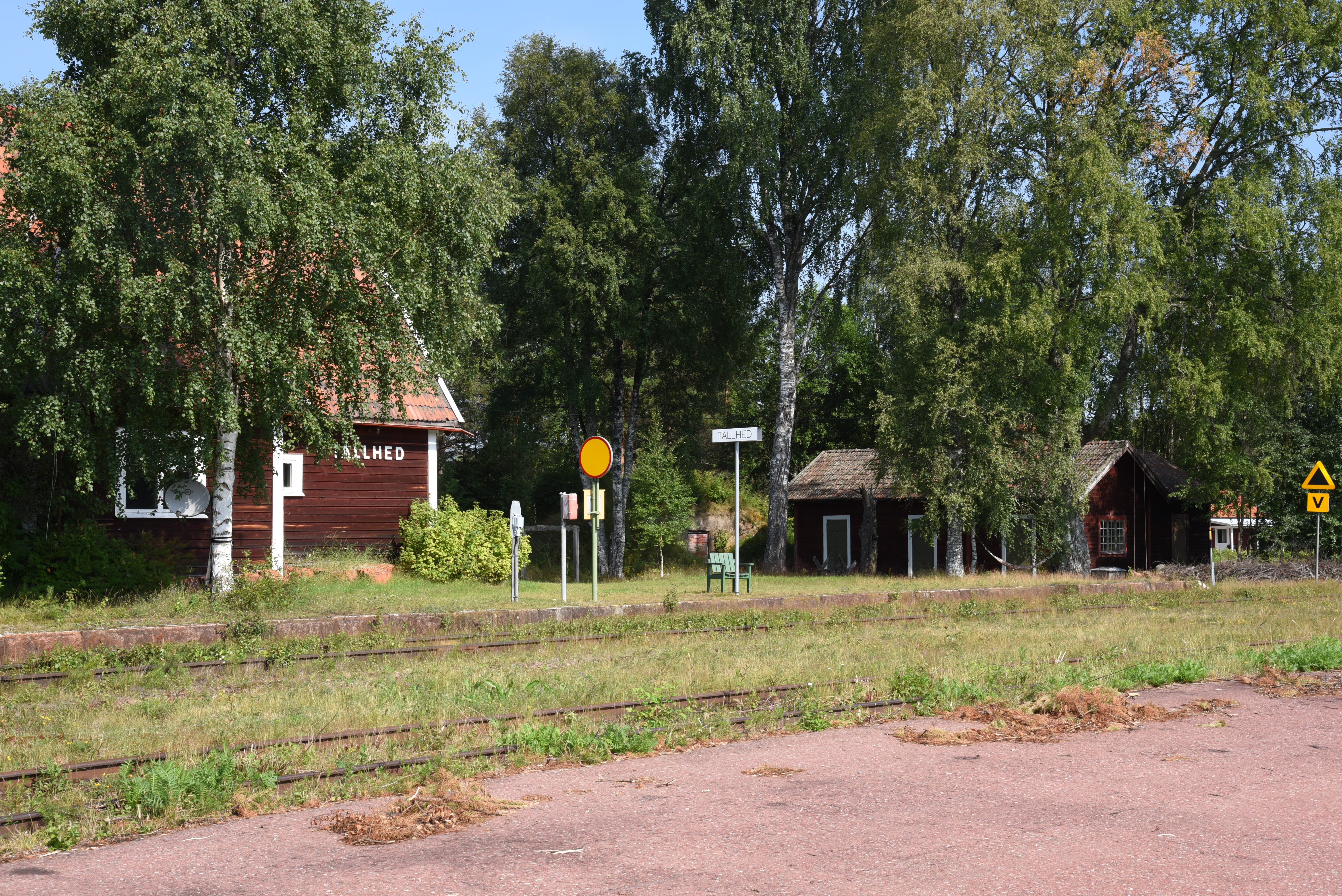
Stationen i Tallhed längs Orsa–Härjeådalens Järnväg.

Orsa–Härjeådalens Järnväg (OHJ) var namnet på den ursprungligen enskilda, 123 kilometer långa, normalspåriga järnvägen mellan Orsa och Sveg, vilken sedan 1919 ingår i Inlandsbanan.
Koncession för banan beviljades 1900, men byggandet av banan kom att försenas på grund av ekonomiska problem och under långa perioder låg arbetet helt nere. Provisorisk godstrafik förekom på vissa sträckor från 1905, medan allmän trafik mellan Orsa och Bäckedal öppnades 1908 och på den återstående delen till Sveg, det vill säga övergången av Ljusnan, 1909. I Orsa hade banan anslutning till Falun–Rättvik–Mora Järnväg och Dala–Hälsinglands Järnväg och i Sveg till Statsbanan Sveg–Hede och Inlandsbanan. 
Orsa–Härjeådalens Järnväg förstatligades den 1 januari 1919 för att därefter utgöra en del av Inlandsbanan.